# NGC 1892
NGC 1892 (другие обозначения — ESO 85-61, IRAS05169-6500, PGC 17042) — спиральная галактика в созвездии Золотая Рыба, расстояние до которой оценивается приблизительно в 50,5 миллионов световых лет. Этот объект входит в число перечисленных в оригинальной редакции «Нового общего каталога».
Галактика NGC 1892 входит в состав группы галактик NGC 1947. Помимо NGC 1892 в группу также входят NGC 1947 и NGC 2082.

## Характеристики
NGC 1892 — спиральная галактика типа Sc со слабо выделяющимся балджем. Структура галактики является малоподвижной, относительно спокойной в плане звездообразования с выделяющимися уплотнениями из пылевых регионов. Эти уплотнения распределены неоднородно. К земному наблюдателю галактика повёрнута ребром. На ночном небе её можно наблюдать в южной части созвездия Золотой Рыбы, рядом с Большим Магеллановым Облаком.
В 2017 году астроном-любитель Стоклер де Мораес (англ. Stockler de Moraes) случайно открыл сверхновую, вспыхнувшую в NGC 1892. Наблюдая галактику с помощью своего 12-дюймового телескопа, он обнаружил несоответствие между полученной фотографией и архивным изображением, сделанным в рамках Галактического обзора Карнеги-Ирвин (англ. Carnegie-Irvine Galaxy Survey, CGS). Яркий источник, присутствующий на архивной фотографии 2004 года, предположительно, был сверхновой типа IIP. Подобные звёзды имеют массу 8—50 солнечных масс, ядра которых коллапсируют, производя колоссальный взрыв. Таким образом, благодаря счастливой случайности, астроному-любителю удалось обнаружить сверхновую, которая вспыхнула за 14 лет до этого.